# Ballata di un soldato
Ballata di un soldato (Баллада о солдате [Ballada o soldate]) è un film del 1959 diretto da Grigorij Čuchraj.
Nel 1960 fu presentato in concorso al 13º Festival di Cannes e nel 1962 è stato candidato all'Oscar alla migliore sceneggiatura originale.

## Trama
Seconda guerra mondiale. Alëša, un giovane soldato russo, si distingue al fronte mettendo fuori combattimento alcuni panzer tedeschi, utilizzando un fucile PTRD-41. Il generale, come premio, lo vuole decorare, ma il ragazzo chiede in cambio una breve licenza per recarsi al proprio paese dalla madre. Tale richiesta viene accolta e così Alëša affronta un turbolento viaggio ricco di imprevisti ma addolcito dall'incontro con Shura, una sua coetanea con la quale nasce un profondo affetto.
Sullo sfondo vi è una nazione devastata dalla guerra, come testimoniano i vari personaggi incrociati da Alëša, tra cui un militare che ha perso una gamba (e che non ha il coraggio di tornare dalla moglie perché si sente ormai un peso per lei) e la guardia di un treno merci che accetta di far salire Alëša in cambio di cibo in scatola.
Durante il tragitto, il ragazzo ha anche l'incarico di portare del sapone alla moglie di Pavlov, un suo commilitone, ma quando la incontra scopre che questa si è legata nel frattempo ad un altro uomo, perciò, disprezzandola, decide di lasciare quel sapone al padre di Pavlov, che si occupa di un gruppo di bambini poveri.
Infine, contrariamente ai propri desideri, Alëša deve separarsi da Shura – che gli ha fatto compagnia nel viaggio – e avrà appena il tempo di salutare sua madre, per poi tornare in guerra e non fare più ritorno:
(voce narrante al termine del film)

## Critica
Il Morandini commenta: «Dopo un convenzionale prologo bellico, il racconto raggiunge il suo clima di schietto e semplice lirismo. Commovente (anche troppo), coinvolgente, un po' demagogico, ma sincero nel formulare il suo messaggio pacifista. Bravi attori, bravissime attrici e un notevole senso del paesaggio».

## Riconoscimenti
- BAFTA 1962: miglior film